# Мюнье де Ля Конверсери, Луи Франсуа Феликс
Луи Франсуа Феликс Мюнье де Ля Конверсери (18 января 1766 — 16 ноября 1837) — французский офицер, ставший генералом во время французских революционных войн и возглавлявший дивизию во время наполеоновских войн. Он присоединился к французской королевской армии в 1781 году после учёбы в военной школе. Будучи в 1788 году ещё лейтенантом, он быстро поднялся по служебной лестнице во время Французской революции. После службы помощником генерала ему было поручено подавлять мятеж в Вандее. Позже он служил генерал-адъютантом в двух армейских штабах. В 1798 году он получил звание бригадного генерала за выдающиеся заслуги в Италии.
В 1800 году Мюнье возглавлял бригаду в битве при Маренго. После периода относительного бездействия, во время которого он был произведён в дивизионные генералы, был направлен командовать дивизией в Испании. Мюнье сражался под началом Бон Адриена Жанно де Монсея и Жана Андоша Жюно. В 1809 году командование корпусом принял Луи Габриэль Сюше, который привёл его к череде замечательных побед. В этот период Мюнье командовал своей дивизией во время многочисленных сражений. В январе 1814 года он был переведён в восточную Францию, чтобы сражаться с австрийцами, которые были на грани захвата Лиона. Он успешно блефовал, пока не прибыло подкрепление, отогнавшее австрийцев. В марте он возглавил дивизию в Маконе и Лимоне. Поскольку он поддержал Наполеона Бонапарта в течение Ста дней, он был уволен из армии и больше не служил, за исключением краткого периода в 1831—1832 годах. Его имя высечено под Триумфальной аркой.

## Революция
Мюнье родился 18 января 1766 в Лонгвиле во Франции. 22 августа 1780 года поступил в военную школу в Париже кадетом. 4 января 1781 года он получил звание второго лейтенанта, а 22 декабря 1782 года присоединился к Пьемонтскому полку. Он был повышен в звании до лейтенанта 10 августа 1788 года, адъютант-майора 15 сентября 1791 года и капитана 1 марта 1792 года. В июле 1792 года Мюнье стал адъютантом генерала Алексиса Мажеллона де Ламорльера в Рейнской армии. В следующем году он был назначен в Западную армию для подавления вандейского мятежа. 27 марта 1795 года он был назначен chef de bataillon (майором) 1-го батальона 106-й пехотной полубригады.

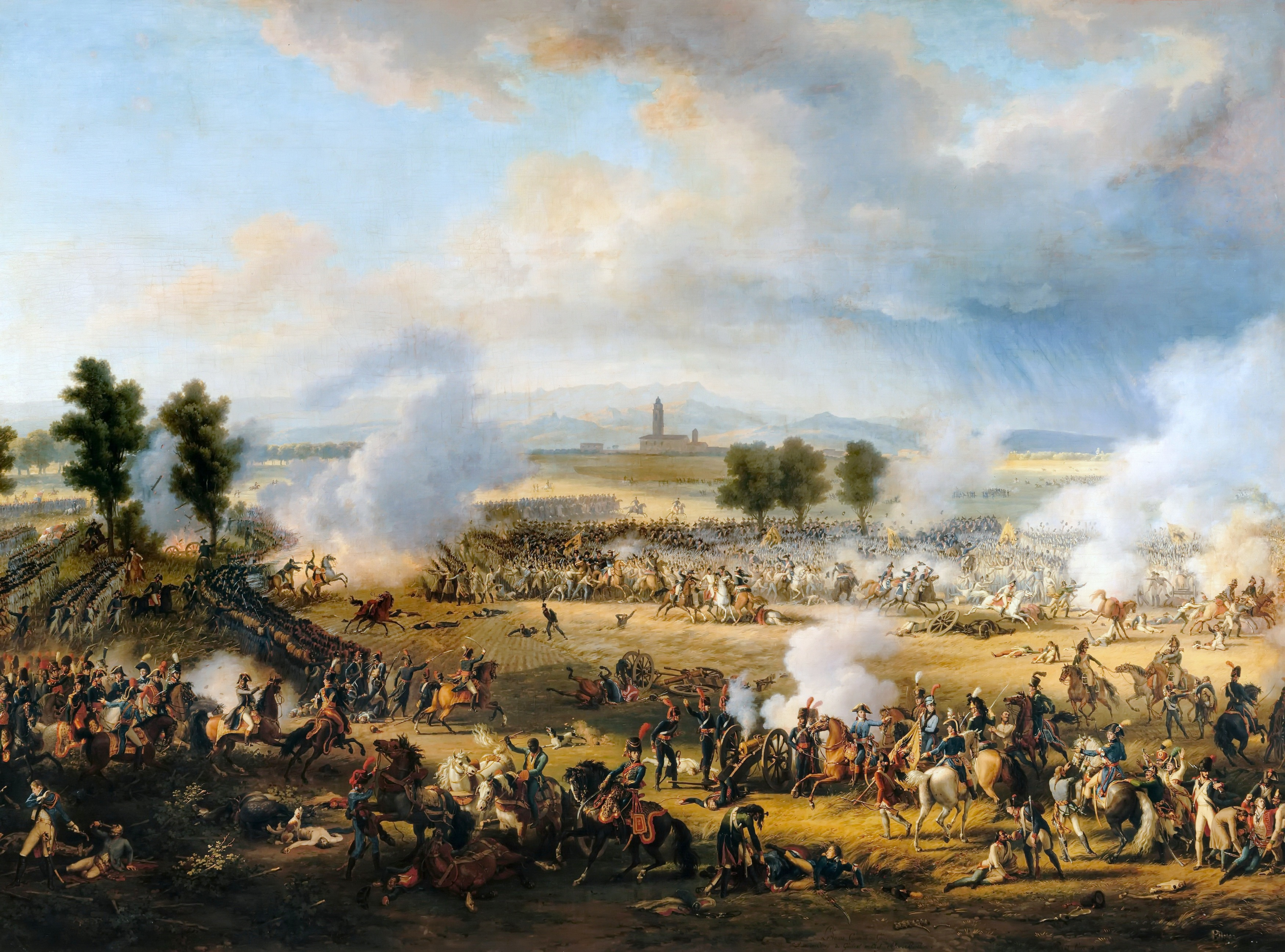
Дивизия Буде и конница Келлермана атакуют австрийцев в разгар битвы при Маренго, 14 июня 1800 года.

5 сентября 1795 года Мюнье стал шеф де бригад (полковник) 187-й линейной полубригады. 25 июня 1796 года он был переведён в командующие 60-й линейной полубригадой. 18 июля 1796 года был назначен генерал-адъютантом. В этом звании он служил начальником штабов Северной и Батавской армий до июля 1798 года. 18 октября 1798 года Мюнье вступил в Итальянскую армию и отличился при захвате Новары 5 декабря 1798 года. За это сражение он был награждён 17 декабря 1798 года повышением до бригадного генерала.
В 1800 году, перед началом кампании Наполеона Бонапарта в Италии, он был направлен в дивизию Жана Буде. В битве при Маренго 14 июня 1800 года его бригада состояла из полубригад 9-й лёгкого и 30-го линейного пехотного полков. Войска Буде под общим руководством Луи Дезе прибыли после полудня. Французские солдаты, едва не разбитые в первой половине дня, сплотились за свежими войсками Буде. Ведомые 9-м лёгким полком, они оттеснили австрийцев 11-го пехотного полка Michael Wallis, но отступили, когда австрийский начальник штаба Антон фон Цах направил в бой бригаду гренадеров. Вскоре после этого Дезе возглавил дивизию Буде в общей атаке. Как только французы начали яростный обстрел гренадеров, тяжёлые кавалеристы Франсуа Этьенна де Келлермана атаковали их фланг. Хотя Дезе был убит, гренадерская бригада противника была разбита, а Цах был захвачен. Австрийцы отошли, признав поражение.
Всё ещё находясь в Итальянской армии, Мюнье сражался в битве при Поццоло 25 декабря 1800 года. 23 сентября 1801 года он покинул армию, но 14 ноября того же года был назначен командовать 15-й дивизией.

## Империя

### Вторжение в Испанию

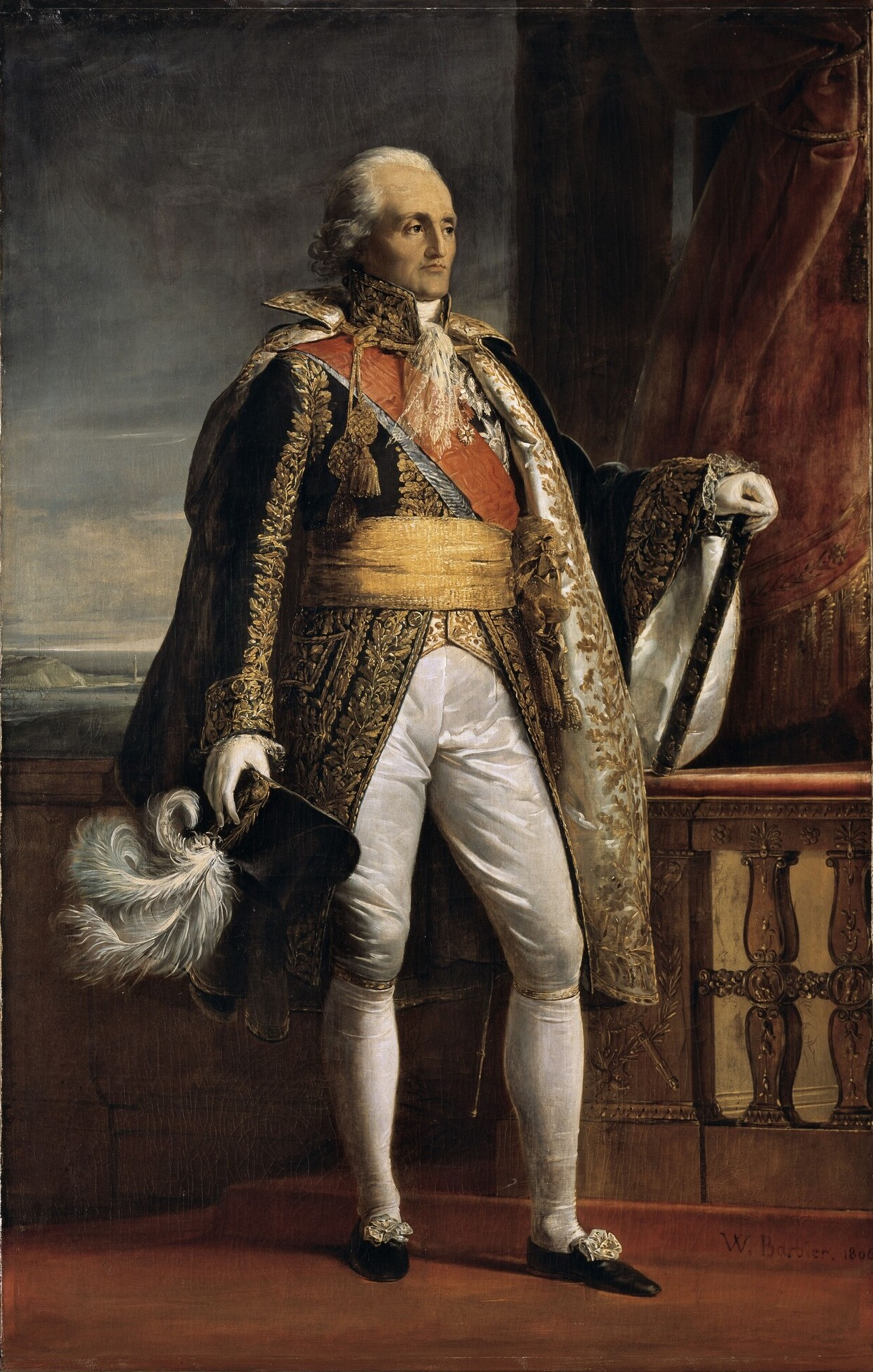
Бон Адриен де Монсей

11 декабря 1803 года Мюнье стал членом Ордена Почётного легиона, а 14 июня 1804 года его командором. 1 февраля 1805 года он был произведён в дивизионные генералы. В 1807 году он служил в береговой обороне Франции. В это время Наполеон принял опрометчивое решение силой захватить Испанию и изгнать короля Карла IV и его королевскую семью. Используя различные предлоги, он ввёл в Испанию 70 тыс. солдат французских войск. 16 февраля 1808 года французские войска захватили контроль над рядом важных городов и вскоре после этого отправили испанскую правящую семью в плен во Францию. 2 мая 1808 года Испания взбунтовалась против французских оккупационных сил, начав Пиренейскую войну. Будучи среди первых французских войск в Испании, Мюнье командовал 1-й дивизией корпуса маршала Бон Адриена Жанно де Монсея общей численностью в 24 430 человек. Его дивизия насчитывала 9700 солдат в 17 батальонах.
Получив приказ подавить восстание в Валенсии, Монсей прибыл в этот города 26 июня 1808 года с 9 тыс. военнослужащих. Два дня спустя он атаковал город в битве при Валенсии. Получив отпор и потеряв 1 тыс. человек, Монсей в начале июля отступил к Мадриду. 1 августа французы покинули Мадрид и ушли за реку Эбро на северо-востоке Испании. Перед вторым вторжением в Испанию войско Монсея было переименовано в 3-й корпус и усилено до 37 690 человек. Мюнье возглавил 2-ю дивизию.
Во время первой осады Сарагосы летом 1808 года французские нападавшие потерпели поражение. 19 декабря 1808 года Монсей начал вторую осаду Сарагосы. Для этого маршал задействовал 38 тыс. пехотинцев, 3 тыс. артиллеристов и саперов, 3,5 тыс. кавалеристов и 144 орудия. Французам противостояли 34 тыс. солдат регулярной испанской армии, 10 тыс. ополченцев и 160 орудий. Во 2-й дивизии Мюнье, состоящей из 3544 человек, находились три батальона французских 114-го и 115-го линейных пехотных полков и два батальона 1-го польского Вислинского легиона. Город пришлось завоёвывать дом за домом, преодолевая отчаянное сопротивление. Потеряв 10 тыс. солдат убитыми, ранеными и умершими от болезней, 20 февраля 1809 года французы наконец захватили его. Испанцы понесли ещё бо́льшие потери, в том числе 34 тыс. мирных жителей, в основном умерших от болезней.

### Бои в Арагоне

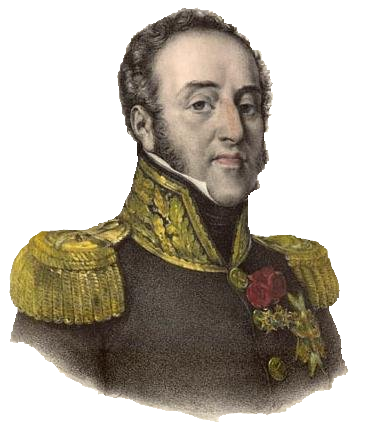
Луи Габриэль Сюше

После падения Сарагосы 3-й корпус, теперь под командованием дивизионного генерала Жана Андоша Жюно, захватил южную часть Арагона. Однако испанские партизаны снова активизировались, вынудив французов покинуть некоторые районы. Поскольку война с Австрией была неизбежна, Наполеон вывел половину оккупационных сил Арагона. В это время Жюно был заменён дивизионным генералом Луи Габриэлем Сюше. Испанская армия под командованием генерала Хоакина Блейка угрожала французскому контролю над Арагоном.
Сюше напал на испанскую армию в битве при Альканьисе 23 мая 1809 года. Французская армия имела 7292 пехотинцев в 14 батальонах, 526 кавалеристов в шести эскадронах и 18 орудий. Силы Блейка состояли из 8101 пехотинцев, 445 кавалеристов и 19 артиллерийских орудий. Во 2-й дивизии Мюнье были те же подразделения, что и в Сарагосе, плюс один батальон 121-го линейного пехотного полка. 1-я дивизия дивизионного генерала Анна Жильбера де Лаваля состояла только из четырёх батальонов. Блейк развернул свои войска на возвышенности перед Альканьисом. Лаваль прозондировал испанский правый фланг, а затем Сюше приказал Мюнье атаковать центр Блейка. Мюнье построил пять батальонов 114-го линейного полка и 1-го полка Вислинского легиона в массивную колонну из 2,6 тыс. человек и направил её на войска Блейка. Все 19 испанских орудий и стрелки сосредоточились на расстреле этой колонны. В результате французы и поляки были остановлены, а затем бежали. Сюше, которые сам был ранен в этом бою, немедленно отступил. 3-й корпус потерял 800 человек, а у Блейка было только 300 убитых и раненых. Поражение заставило Сюше освободить бо́льшую часть Арагона, в то время как у Блейка появилось 25 тыс. новобранцев, большинство из которых он не мог снабдить оружием.
После своей победы Блейк начал наступление на Сарагосу с войском в 20 тыс. человек, разделённым на три дивизии. Он шёл вниз по реке Уэрва с одной дивизией на правом берегу и двумя на левом берегу. Оставив Лаваля и бригаду из 2 тыс. человек для наблюдения за дивизией на правом берегу, Сюше встретился с Блейком в битве при Марии 15 июня 1809 года. Французский генерал разместил Мюнье на правом фланге, а бригаду 1-й дивизии генерала Пьера Жозефа Абера на левом. Сюше ожидал подхода дополнительных войск и поэтому тянул время. Блейк нанес удар по дивизии Мюнье, но 114-й линейный полк при поддержке польского полка лансьеров отразил атаку. Сюше приказал контратаковать, но бой был остановлен дождём с градом. Наконец прибыло французское подкрепление, и Сюше направил бригаду Абера и кавалерию Пьера Ватье на правое крыло Блейка. Испанские шеренги сломались, но Блейк смог отойти в относительном порядке, хотя и потерял 16 из 25 своих орудий. Французы и поляки потеряли 700 или 800 человек из 10 тыс. пехотинцев и 800 кавалеристов при поддержке 12 орудий. Испанцы потеряли 1 тыс. убитых, от 3 до 4 тыс. раненых и сотни пленных из 14 тыс. пехотинцев и 1 тыс. всадников. Дивизия Мюнье была той же, что и в Сарагосе, только добавился один батальон 2-го резервного легиона.

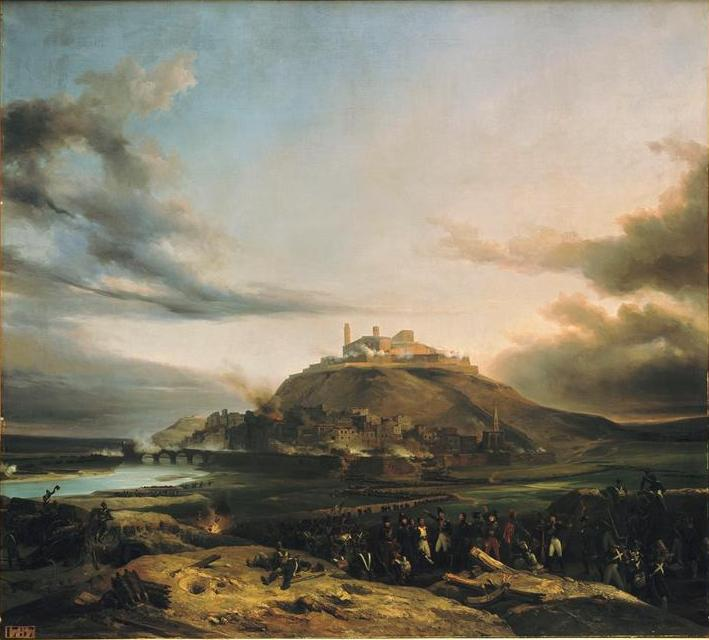
Осада Лериды, 1810

18 июня 1809 года Блейк снова встретился с французами в битве при Бельчите. Испанская армия построилась на холмах перед городом Бельчите. Сюше, не обращая внимание на центр Блейка, послал Мюнье атаковать испанцев слева, а Абера справа. Войска Мюнье добились определённого успеха, отбросив левое крыло Блейка. Как только Абер атаковал другой фланг, удачный выстрел взорвал склады испанских боеприпасов. При этом солдаты Блейка запаниковали и бежали с поля. Сюше оставил Мюнье наблюдать за силами Блейка, а сам вернулся в Сарагосу, чтобы восстановить порядок в Арагоне. Испанцы потеряли 2 тыс. человек из 11 тыс. пехотинцев и 870 кавалеристов, а также все девять артиллерийских орудий. Французы потеряли только 200 человек убитыми и ранеными. Мюнье провёл остаток года, усмиряя южную часть Арагона. Он добился некоторого успеха, но партизаны научились избегать крупных скоплений французских войск.
В январе 1810 года 3-й корпус из 23 140 человек был реорганизован в три пехотные дивизии под командованием Лаваля, Мюнье и Габера и кавалерийскую бригаду под командованием бригадного генерала Андре Жозефа Буссара. Насчитывающая 7173 человек в 11 батальонах 2-я дивизия Мюнье была самой крупной в корпусе. Сюше планировал атаковать Мекиненсу и Лериду. Вместо этого король Жозеф Бонапарт приказал ему наступать на Валенсию. Поскольку силы Жозефа в этот момент завоёвывали Андалусии, лишь кое-где встречая сопротивление, король полагал, что испанские армии уже вот-вот потерпят окончательный крах. Сюше неохотно отправился в Валенсию и прибыл туда 6 марта. Он обнаружил, что испанские защитники готовы драться до последнего, и четыре дня спустя отказался от бесполезной миссии. Вернувшись в Арагон, Сюше провел некоторое время, подавляя партизанское движение, прежде чем двинуться на Лериду. Он прибыл в город 15 апреля. Узнав, что на помощь городу идёт генерал Энрике Хосе О’Доннелл, Сюше взял дивизию Мюнье и отправился искать армию противника. Два войска разминулись, и в ночь на 22 апреля Мюнье вернулся в окрестности Лериды.
На следующее утро к востоку от Лериды Мигель Ибаррола Гонсалес столкнулся с небольшим отрядом прикрытия Жана Изидора Ариспа. Арисп позвал на помощь, и когда появился Мюнье со своей дивизией, Ибаррола быстро отступил в деревню Маргалеф, преследуемый по пятам Мюнье. В битве при Маргалефе, во время которой испанские войска столкнулись с пехотой Мюнье, 13-й кирасирский полк атаковал их фланг. Подразделения Ибарролы были практически полностью уничтожены. Когда появился О’Доннел со второй дивизией, французские тяжёлые кавалеристы захватили его арьергард. Из 5,5 тыс. пехотинцев и 500 кавалеристов французы потеряли только 100 человек, все из кирасиров. О’Доннелл, имевший 7 тыс. пехотинцев, 300 кавалеристов и 6 орудий, потерял 500 человек убитыми и ранеными, а 2 тыс. солдат и три орудия были захвачены. Помимо тяжёлой кавалерии в состав войск Мюнье входили по три батальона из 114-го и 115-го линейных полков, два батальона 1-го Вислинского легиона, 4-й гусарский и две пехотные артиллерийские батареи. Осада Лериды завершилась захватом города французами в середине мая.

### Вторжение в Валенсию

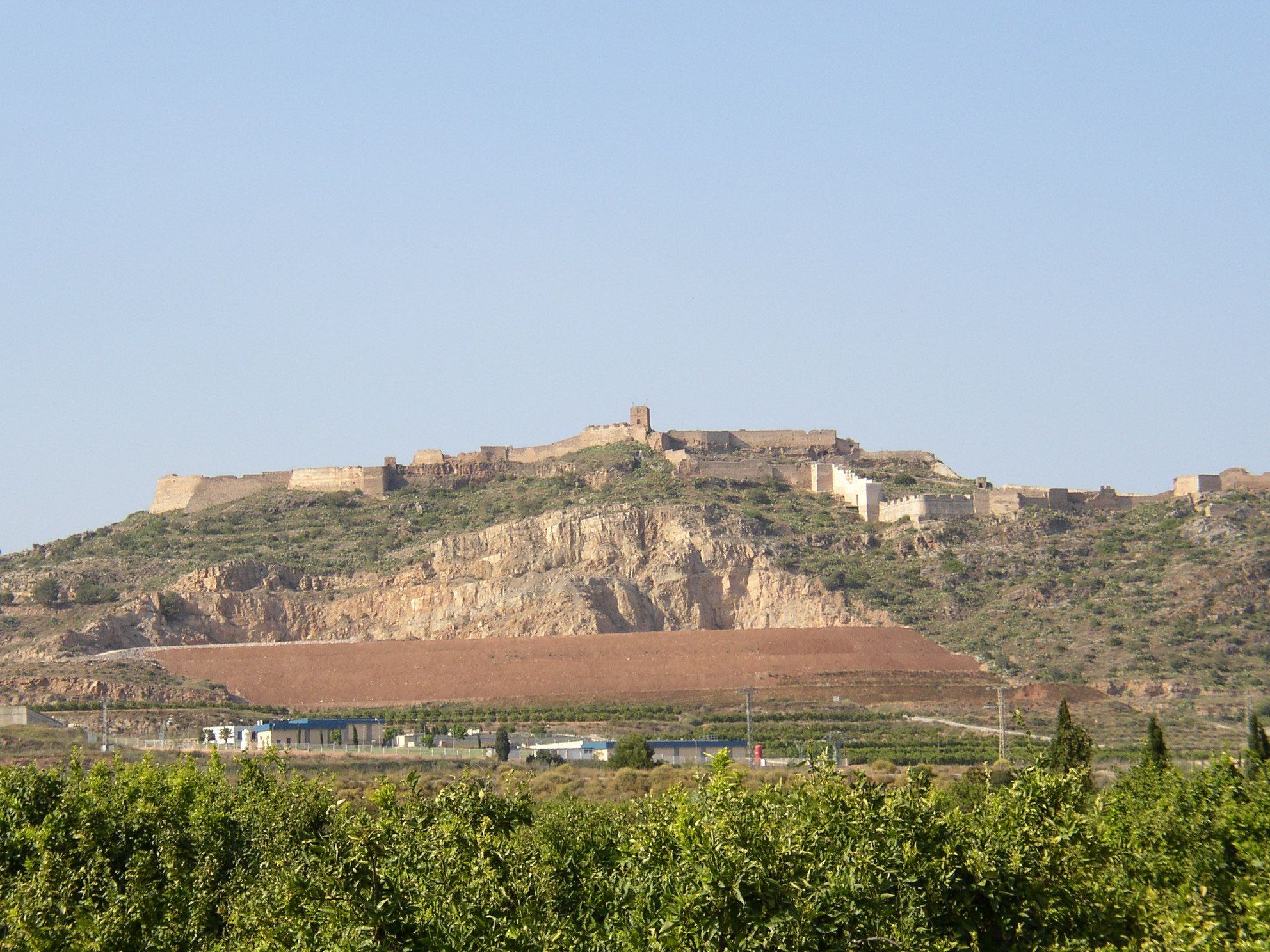
Замок Сагунтум

Осада Мекиненсы длилась менее месяца и закончилась 5 июня 1810 года победой Сюше. Дивизия Мюнье также участвовала в этой операции. Её состав был таким же, как у Лериды, плюс три батальона 121-го линейного полка. 28 августа 1810 года Мюнье был удостоен титула Великого офицера Ордена Почётного легиона. С 16 декабря 1810 года по 2 января 1811 года Мюнье возглавлял свою дивизию в осаде Тортосы, которая закончилась капитуляцией испанцев. Состав его дивизии был тот же, что и в Мекиненсе, за исключением того, что 1-й лёгкий полк заменил 115-й линейный. 20 января 1811 года Мюнье был пожалован титул барона Империи.
Мюнье пропустил осаду Таррагоны в мае и июне 1811 года. Согласно списку личного состава от 15 июля 1811 года его 1-я дивизия насчитывала 7689 человек в 11 батальонах. 25 октября он сражался в битве при Сагунто. Его дивизия в 4829 человек состояла из бригад под командованием Луи Бенуа Робера и Флорантена Фикатье. После битвы он некоторое время отвечал за защиту Арагона, прежде чем снова присоединился к действующей армии. Он возглавлял свою дивизию при осаде Валенсии в декабре 1811 года и январе 1812 года. Осада привела к капитуляции Блейка и его войска в 16 270 человек и 374 орудий. 1-я дивизия содержала по три батальона по 114-го и 121-го линейных полков и два батальона из 1-го и 2-го Вислинских легионов.
В битве при Касталье 13 апреля 1813 года в отсутствие Мюнье 1-й дивизией командовал Робер. В июне 1813 года дивизия Мюнье состояла из 4163 человек в семи батальонах. Она пропустила битву при Ордале 13 сентября 1813 года. К концу 1813 года дивизия Мюнье сократилась до 3561 военнослужащего в шести батальонах.

### Закат Империи
В конце 1813 года Мюнье был отозван во Францию, где занимался инспекцией крепостей. 23 декабря ему было поручено командование Женевским резервом. В январе 1814 года он был прикомандирован к маршалу Пьеру Ожеро, базировавшемуся в Лионе. 14 января у Мюнье было всего 1,2 тыс. солдат и 500 призывников для защиты Лиона. Пьер Ожеро оставил Мюнье держать оборону, а сам поехал в Валанс, чтобы собрать больше войск. К 16 января австрийские патрули уже разгуливали за стенами Лиона. Полагая, что его солдаты могут сбежать, 17 января Мюнье переместил их на западный берег реки Сона, покинув город. Австрийский командир Фердинанд фон Бубна унд Литтиц, услышав об этом, послал офицера требовать капитуляции Лиона. Когда прибыл австрийский парламентёр, неподалеку собралась толпа, которая начала угрожать сбросить его в реку. Отчаянно блефуя, Мюнье в красках расписал силу своих войск и крайне преувеличенную ярость жителей города. Одураченный австрийский офицер написал своему начальству такой отчёт, что Бубна передумал штурмовать город. Мюнье снова занял Лион и удерживал его до 18–19 января. Поздно вечером 19-го из Валанса прибыли 1,2 тыс. французских солдат и выгнали австрийцев из пригородов. Действия Мюнье предотвратили ранний захват Лиона и позволили французам сохранять угрозу основным линиям снабжения армий союзников.
Мюнье во главе войска в 6 тыс. человек продолжал сражаться с силами Бубны. 17 февраля 1814 года он воевал с австрийцами Иосифа Клопштейна фон Эннсбрука. 11 марта он потерпел поражение в Маконе от Фридриха фон Бианки, герцога Казаланца, и 8 тыс. австрийцев. Войско Мюнье в 6 тыс. человек включало в себя части 32-го лёгкого и 20-го, 23-го и 67-го линейных пехотных полков, 13-го кирасирского, 12-го гусарского и Национальной гвардии Тулона. Французы потеряли 800 убитых и раненых, а 500 человек и два орудия были захвачены. Австрийцы потеряли 450 убитых и раненых, а 450 были захвачены в плен. Мюнье возглавил свою дивизию в битве при Лимоне 20 марта. Когда австрийская бригада атаковала с неожиданного направления, дивизия Мюнье была охвачена с фланга, и он отступил. Обладая войском в 56 тыс. солдат и 124 орудия, австрийцы имели большое численное превосходство над французской армией в 20 786 пехотинцев, 1976 кавалеристов и 1507 артиллеристов с 33 полевыми орудиями. Французы нанесли неприятелю урон в 3 тыс. человек против 1 тыс. у них, но всё же потеряли Лион.

## Отставка и смерть

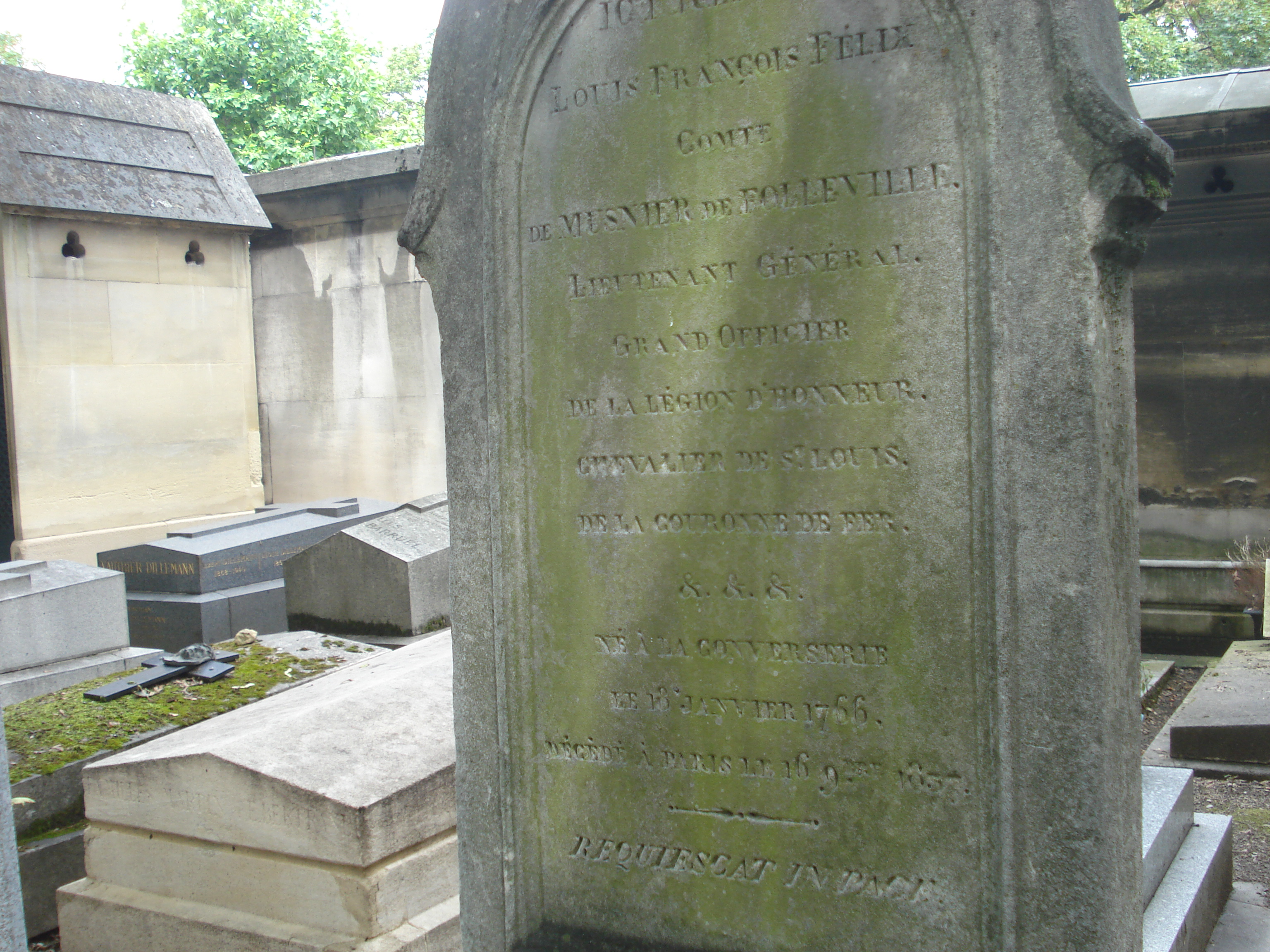
Могила Мюнье на кладбище Монмартр

Мюнье принял возвращение короля Людовика XVIII, который 27 июня 1814 года наградил его орденом Святого Людовика. Однако в течение Ста дней он остался верным Наполеону, который 28 мая 1815 года передал ему командование над 10-й, 11-й и 20-й дивизиями. В сентябре он был отправлен в отставку и оставался не у дел в течение 15 лет. 17 февраля 1831 года он был записан в резерв, но 1 марта 1832 года окончательно вышел на пенсию. Он умер в Париже 16 ноября 1837 года. На западной опоре Триумфальной арки в столбце 37 высечено имя MUSNIER.